# Pro12 2012-13
La temporada 2013-14 de la Pro 12 de rugby fue la decimosegunda edición de la liga profesional de rugby union.
De entre los 12 equipos que participaron esta temporada, 4 de ellos son irlandeses: Connacht, Leinster, Munster y Ulster; cuatro galeses: Cardiff Blues, Newport Gwent Dragons, Ospreys y el Scarlets,  dos escoceses: Edinburgh y el Glasgow Warriors y dos italianos: Benetton Treviso y Zebre.

## Clasificación
- 4 puntos por ganar.
- 2 puntos por empatar.
- 1 punto bonus por perder por siete puntos o menos.
- 1 punto bonus por anotar cuatro o más tries en un partido.

| Pos. | Equipo            | PJ | Gan | Emp | Per | PaF | PeC | Dif  | BP | Pts |
| ---- | ----------------- | -- | --- | --- | --- | --- | --- | ---- | -- | --- |
| 1    | Ulster Rugby      | 22 | 17  | 1   | 4   | 577 | 348 | 229  | 11 | 81  |
| 2    | Leinster Rugby    | 22 | 17  | 0   | 5   | 585 | 386 | 199  | 10 | 78  |
| 3    | Glasgow Warriors  | 22 | 16  | 0   | 6   | 541 | 324 | 217  | 12 | 76  |
| 4    | Llanelli Scarlets | 22 | 15  | 0   | 7   | 436 | 406 | 30   | 6  | 66  |
| 5    | Ospreys Rugby     | 22 | 14  | 1   | 7   | 471 | 342 | 239  | 4  | 62  |
| 6    | Munster Rugby     | 22 | 11  | 1   | 10  | 442 | 389 | 53   | 8  | 54  |
| 7    | Benetton Treviso  | 22 | 10  | 2   | 10  | 414 | 450 | -36  | 6  | 50  |
| 8    | Connacht Rugby    | 22 | 8   | 1   | 13  | 358 | 422 | -64  | 4  | 38  |
| 9    | Cardiff Blues     | 22 | 8   | 0   | 14  | 348 | 487 | -139 | 6  | 38  |
| 10   | Edinburgh Rugby   | 22 | 7   | 0   | 15  | 399 | 504 | -105 | 8  | 36  |
| 11   | Newport Dragons   | 22 | 6   | 0   | 16  | 358 | 589 | -231 | 4  | 28  |
| 12   | Zebre Rugby       | 22 | 0   | 0   | 22  | 291 | 573 | -282 | 10 | 10  |

|  | Clasificado a Post-temporada. |

## Fase final

### Semifinales
| 10 de mayo de 2013 | Ulster Rugby | 28 - 17 | Llanelli Scarlets | Ravenhill Stadium, Belfast, |  |

| 11 de mayo de 2013 | Leinster Rugby | 17 – 15 | Glasgow Warriors | RDS Arena, Dublín, |  |

### Final
| 25 de mayo de 2013 | Ulster Rugby | 18 – 24 | Leinster Rugby | RDS Arena, Dublín,              |  |
|                    |              |         |                | Asistencia: 19.200 espectadores |  |

| Bandera de Irlanda |
| Campeón Leinster   |
| Tercer título      |